# AXN (Portugal)
AXN est une chaîne de télévision portugaise payante appartenant à Sony Pictures Entertainment. Elle se spécialise principalement dans les séries télévisées d'action et les longs métrages américains. Son principal concurrent est Star Channel.

## Historique
AXN a été au lancé au Portugal le 1er novembre 2002 sur Cabovisão. Elle a ensuite rejoint l'opérateur de câble majeur TV Cabo le 19 mai 2004.

Logo original de AXN jusqu'en 2015.

Un bloc de programmation Zona Animax dédié aux animes a commencé sur AXN le 20 octobre 2007, jusqu'en septembre 2008 après le lancement de la chaîne.
Le 12 avril 2008, les deux chaînes sœurs Sony Entertainment Television et Animax ont été lancées au Portugal sur Meo,.
Animax a été remplacé par AXN Black le 9 mai 2011, et SET par AXN White le 14 avril 2012 au Portugal.
Le 1er juin 2015, une version spécifique de AXN a été lancé en Angola et Mozambique avec des programmes doublés du Brésil (où la chaîne opère aussi),. La version portugaise avec version originale sous-titrée y est toujours disponible sur ZAP.
Le 17 février 2020, AXN Black a été remplacé par AXN Movies, devenant dédié aux films,.